# Ozicrypta etna
Ozicrypta etna là một loài nhện trong họ Barychelidae. Loài này phân bố ờ Queensland.